# 拉萨市城关区地毯厂
拉萨市城关区地毯厂是一家位於中華人民共和西藏自治区拉萨市城关区的紡織廠，主要商品為藏毯。

## 歷史
拉薩市城關區地毯廠前身為城关区综合一厂的藏毯生產車間，1992年從城关区综合一厂拆分出來，次仁卓嘎擔任地毯廠廠長。地毯廠獨立初期負債76.5多萬人民幣，次仁卓嘎為此對地毯廠進行了管理改革，並且採用了按勞分配，多勞多得，調動員工積極性，還有設立產品質量管理小組以提高產品質量。2000年開始地毯廠開始注重技術創新，在當地政府的支持下展開了《藏毯新产品研究开发》项目。到2005年，地毯廠引進了大量機械設備，除了最後的編織還是使用傳統的手工編織，之前的工序都已經全面機械化處理。此外，地毯廠還派專員到尼泊爾學習，努力建立自主知識產權的產品，註冊了「雪毯花」商標。地毯廠的產品由過去一成出口擴大到六成。2004年全年地毯廠產值達到1282.5萬人民幣。
到2015年，地毯廠產品種類達到450種，其中30多種擁有知識產權的。地毯廠透過實驗從西藏本地礦植物中選出11種藏毯常用染料，還解決了過去染料色澤暗淡、容易掉色等問題。地毯廠過去在冬季無法開工，一年只有7個月進行生產，在引入太陽能廠房供暖系統與藏毯烘乾系統後，地毯廠可以12個月進行生產，產能提高了四成。地毯廠的發展獲得中华人民共和国纺织工业部和中华人民共和国国家民族事务委员会授予的「全国民族用品生产定点企业」、「全区出口地毯先进企业」等稱號。次仁卓嘎也由於地毯廠的發展出色而當選西藏自治区第六、七、八届人大代表和西藏自治区第八届政协委员。